# Jardin Taïnitski
Le jardin Taïnitski ou jardin du passage secret (en russe : Тайницкий сад) est un jardin public situé entre les murs du Kremlin de Moscou en Russie. Le nom du jardin provient de la tour Taïnitskaïa.

## Historique
Avant la révolution, l'église Saints-Constantin-et-Hélène datant de la fin du XIVe siècle occupe l'endroit où se trouve aujourd'hui le jardin Taïnitski. Le jardin abritait également un grenier associé à la cathédrale de l'Annonciation. Un monument au tsar Alexandre II est érigé sur une butte voisine en 1898. Après la révolution russe, l'église est détruite avec d'autres bâtiments historiques du Kremlin par les bolcheviques dans le cadre de la campagne d'athéisme d'État. La zone est devenue un jardin public. La partie supérieure borde la place Ivanovskaïa. Le jardin fut l'endroit où se déroula le premier soubbotnik auquel Lénine participa publiquement.
De 1967 à 1995, la zone comprenait un jardin avec un monument à Lénine, ouvert pour marquer le 50e anniversaire de la Révolution d'Octobre. La statue a été retirée en 1995 et se trouve désormais au musée Gorki Leninskie.
Les fouilles archéologiques menées dans le jardin Taïnitski en 2007 ont permis de découvrir les fondations d'anciennes maisons et des artefacts de la vie quotidienne médiévale.
Lors d'une visite d'État en Russie en 2008, le chef d'État libyen Mouammar Kadhafi a vécu dans une tente dans le jardin Taïnitski.
En 2013, un héliport a été construit pour Vladimir Poutine afin de minimiser les perturbations et les embouteillages occasionnés par son cortège de voitures dans les rues de Moscou.